# Michael Goulian
Michael Goulian (Winthrop, Massachusetts, 1968. szeptember 4. –) amerikai műrepülő pilóta, versenyző.

## Eredményei
- 1990-amerikai műrepülő-bajnok
- 1991-győztes – Fond du Lac kupa
- 1995-amerikai korlátlan bajnok
- 1994-1998-tagja az amerikai műrepülő-csapatnak

### Red Bull Air Race World Championship

#### 2004-2010
| Michael Goulian a Red Bull Air Race Világkupában | Michael Goulian a Red Bull Air Race Világkupában | Michael Goulian a Red Bull Air Race Világkupában | Michael Goulian a Red Bull Air Race Világkupában | Michael Goulian a Red Bull Air Race Világkupában | Michael Goulian a Red Bull Air Race Világkupában | Michael Goulian a Red Bull Air Race Világkupában | Michael Goulian a Red Bull Air Race Világkupában | Michael Goulian a Red Bull Air Race Világkupában | Michael Goulian a Red Bull Air Race Világkupában | Michael Goulian a Red Bull Air Race Világkupában | Michael Goulian a Red Bull Air Race Világkupában | Michael Goulian a Red Bull Air Race Világkupában | Michael Goulian a Red Bull Air Race Világkupában | Michael Goulian a Red Bull Air Race Világkupában | Michael Goulian a Red Bull Air Race Világkupában |
| Év                                               | 1                                                | 2                                                | 3                                                | 4                                                | 5                                                | 6                                                | 7                                                | 8                                                | 9                                                | 10                                               | 11                                               | 12                                               | Points                                           | Wins                                             | Rank                                             |
| ------------------------------------------------ | ------------------------------------------------ | ------------------------------------------------ | ------------------------------------------------ | ------------------------------------------------ | ------------------------------------------------ | ------------------------------------------------ | ------------------------------------------------ | ------------------------------------------------ | ------------------------------------------------ | ------------------------------------------------ | ------------------------------------------------ | ------------------------------------------------ | ------------------------------------------------ | ------------------------------------------------ | ------------------------------------------------ |
| 2004                                             | DNP                                              | DNP                                              | 4.                                               |                                                  |                                                  |                                                  |                                                  |                                                  |                                                  |                                                  |                                                  |                                                  | 3                                                | 0                                                | 6                                                |
| 2006                                             | 6.                                               | 9.                                               | 5.                                               | CAN                                              | DNS                                              | 4.                                               | 5.                                               | 5.                                               | 6.                                               |                                                  |                                                  |                                                  | 11                                               | 0                                                | 5                                                |
| 2007                                             | 7                                                | DNS                                              | 11                                               | 7                                                | CAN                                              | 6                                                | DNS                                              | 9                                                | 9                                                | 9                                                | CAN                                              | 2                                                | 6                                                | 0                                                | 8                                                |
| 2008                                             | 11                                               | 5                                                | 8                                                | CAN                                              | 7                                                | 11                                               | 8                                                | 6                                                | CAN                                              | 10                                               |                                                  |                                                  | 16                                               | 0                                                | 8                                                |
| 2009                                             | 14                                               | 14                                               | 6                                                | 1                                                | 9                                                | 11                                               |                                                  |                                                  |                                                  |                                                  |                                                  |                                                  | 22                                               | 1                                                | 10                                               |
| 2010                                             | 4                                                | 11                                               | 8                                                | 6                                                | 7                                                | 13                                               | CAN                                              | CAN                                              |                                                  |                                                  |                                                  |                                                  | 24                                               | 0                                                | 9                                                |
| Nem tartott 2011 és 2013 között Series           |                                                  |                                                  |                                                  |                                                  |                                                  |                                                  |                                                  |                                                  |                                                  |                                                  |                                                  |                                                  |                                                  |                                                  |                                                  |

#### 2014-
| Year | 1   | 2  | 3  | 4  | 5  | 6  | 7  | 8   | Points | Wins | Rank |
| ---- | --- | -- | -- | -- | -- | -- | -- | --- | ------ | ---- | ---- |
| 2014 | DNS | 12 | 12 | 9  | 12 | 11 | 10 | 6   | 3      | 0    | 12   |
| 2015 | 12  | 6  | 1  | 11 | 9  | 7  | 9  | 6   | 13     | 0    | 10   |
| 2016 | 5   | 10 | 13 | 10 | 4  | 6  | 10 | CAN | 19.75  | 0    | 10   |
| 2017 | 6   | 8  | 5  | 12 | 3  | 10 | 14 | 7   | 28     | 0    | 9    |
| 2018 | 1   | 3  | 2  | 4  | 2  | 12 | 1  | 8   | 73     | 2    | 3    |

## Galéria

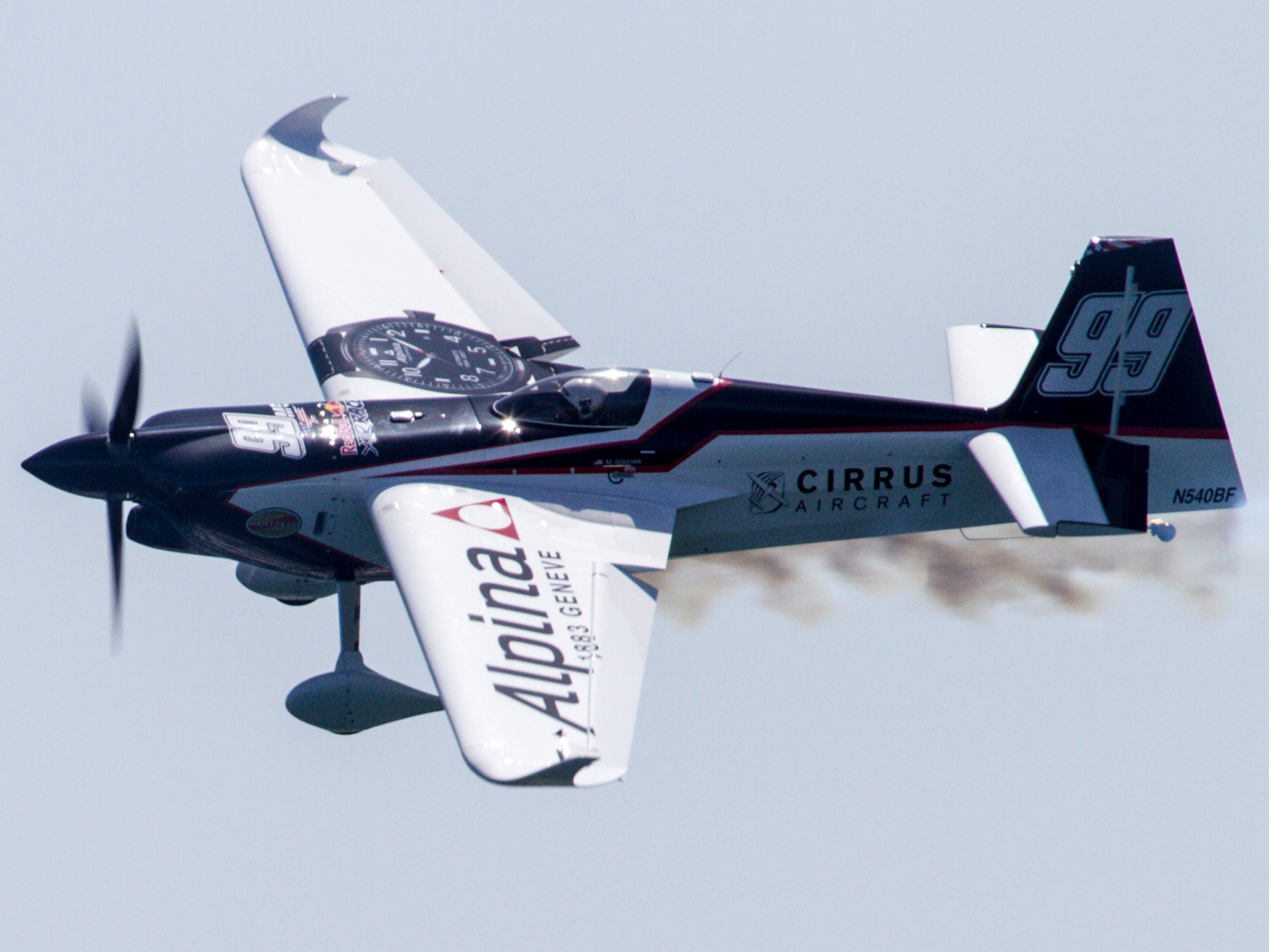
2017 Red Bull Air Race of Chiba - N540BF